# Colegiul Național „Petru Rareș” din Suceava

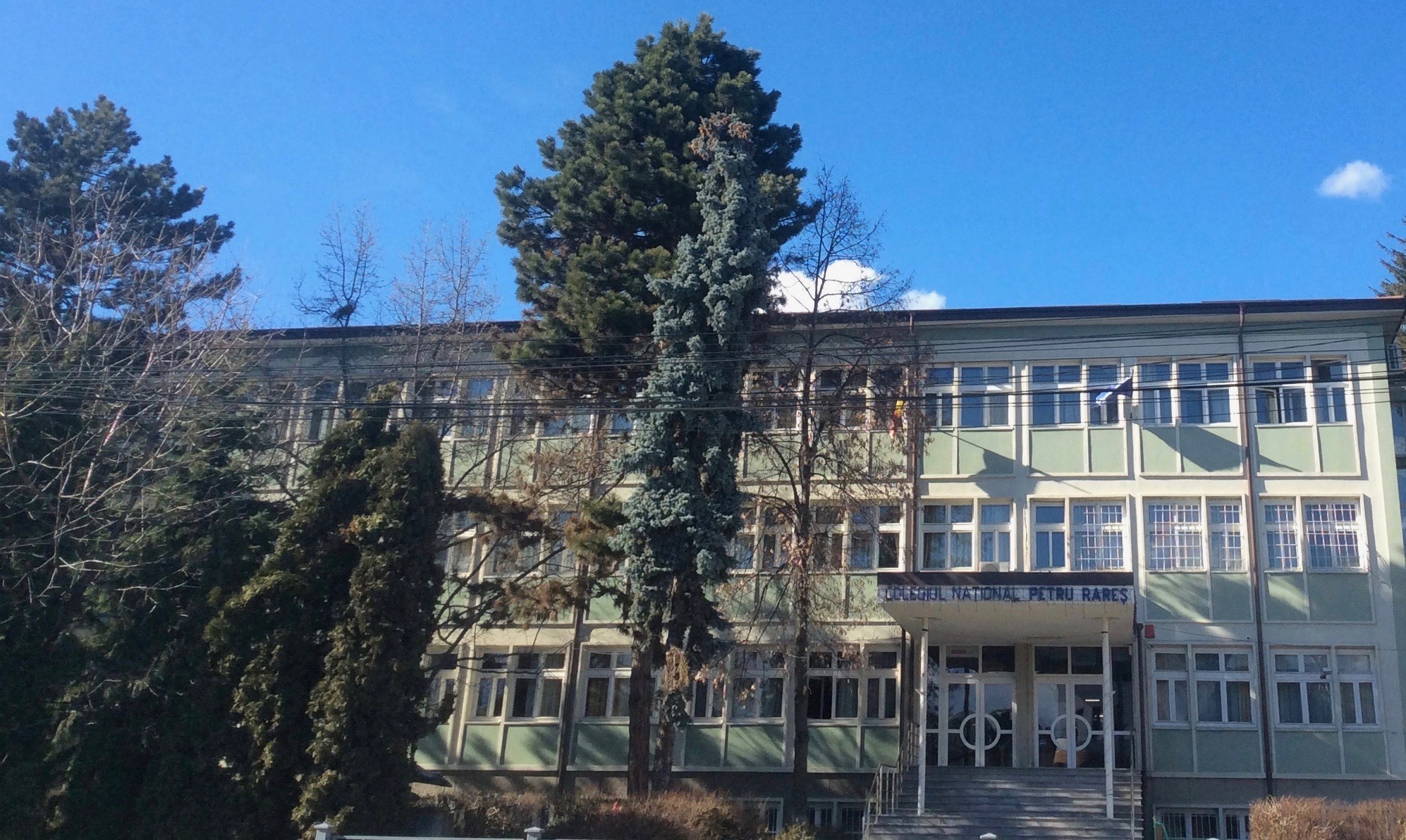
Colegiul Național „Petru Rareș” din Suceava

Colegiul Național „Petru Rareș” este o instituție de învățământ liceal din municipiul Suceava, înființată în anul 1904 ca liceu german de fete. În prezent, liceul funcționează într-o clădire situată pe strada Mihai Viteazul nr. 24, în centrul orașului.

## Istoric
În 1904 este înființat la Suceava Liceul German de Fete (Mädchen Lyzeum), cu predare în limba germană. În acea perioadă Suceava (împreună cu întreaga regiune Bucovina) era sub stăpânire austro-ungară, liceul apărând prin decret imperial, urmat de Hotărârea Prefecturii Suceava. Inițial, liceul este găzduit de clădirea în care în prezent se desfășoară orele de curs ale Colegiului de Artă „Ciprian Porumbescu”, construită în 1859 în proximitatea Curții Domnești.
În primul an instituția de învățământ funcționează cu un efectiv total de 58 de eleve, grupate în trei clase, sub conducerea cunoscutului profesor sucevean Samuil Isopescu. Limba română este studiată ca limbă străină, având alocat un număr mai mic de ore decât alte limbi străine precum franceza.

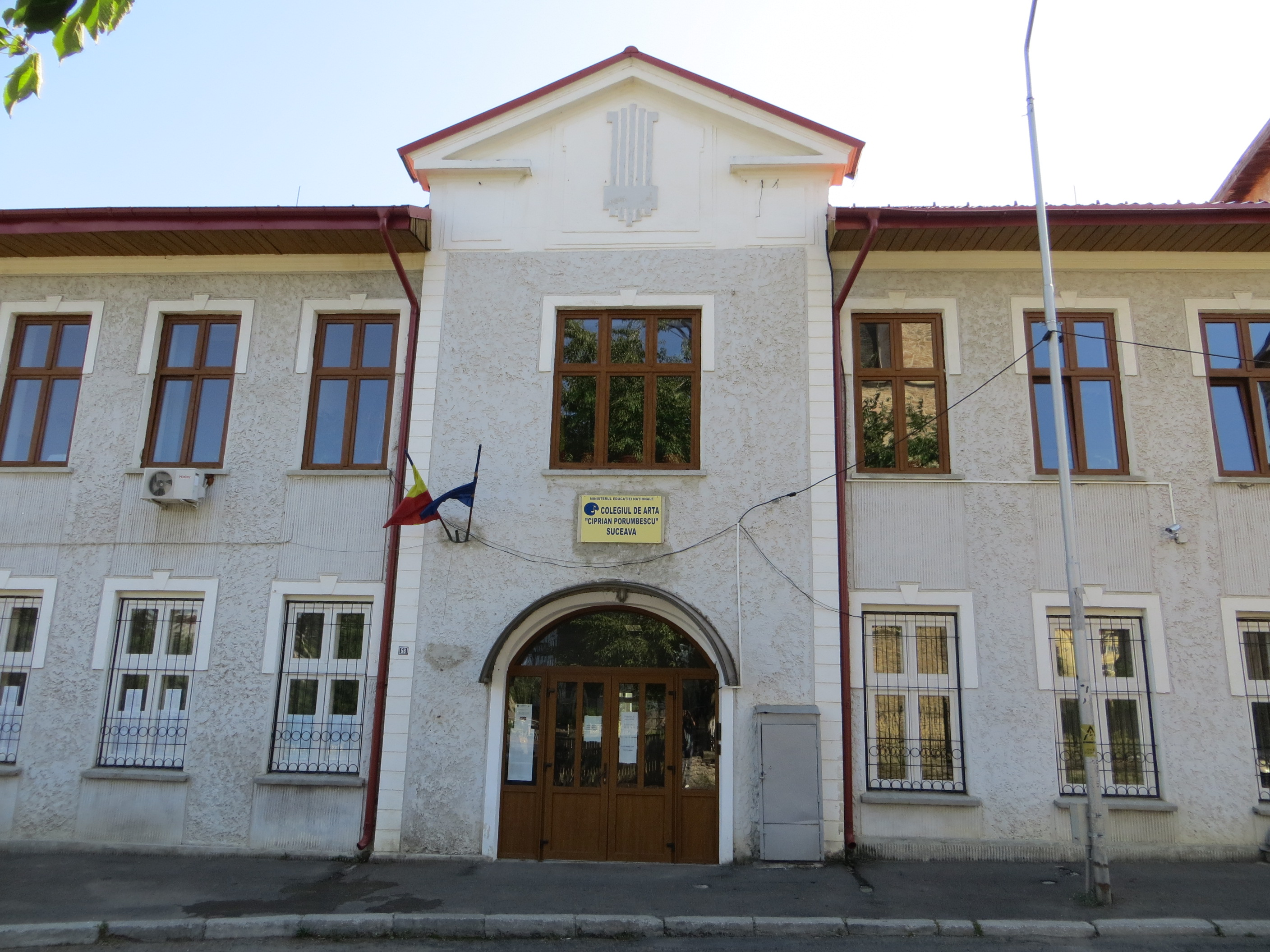
Clădirea în care a funcționat la început Liceul German de Fete din Suceava

În 1910, odată cu dobândirea dreptului de publicitate, se organizează primul bacalaureat, în limba germană. În 1918 Bucovina trece sub stăpânire românească. Ca urmare, trei ani mai târziu, în 1921, școala își schimbă numele în Liceul de Fete „Doamna Maria”. Tot atunci, se trece de la predarea în limba germană la predarea în limba română.
În 1948 instituția își schimbă din nou denumirea în Școala Medie Mixtă nr. 2, devenind o unitate de învățământ atât pentru fete cât și pentru băieți. Ulterior, în anul 1962 își mută sediul în clădirea în care funcționează și în prezent, situată pe strada Mihai Viteazul nr. 24. În perioada 1957–1963 director este Frieda Vigder (1911–2007), profesor de chimie și fostă elevă a Liceului de Fete „Doamna Maria”, făcând parte din prima generație de liceeni care termină studiile în limba română.
În 1971 școala capătă titulatura de Liceul Teoretic „Petru Rareș”. Funcționează sub această denumire până în anul 1980, când devine Liceul de Chimie Industrială „Petru Rareș”. După Revoluție, în anul 1990, unitatea redevine Liceul Teoretic „Petru Rareș”. Un an mai târziu se înființează prima clasă cu predare bilingvă, cea de româno-franceză. În 1995, apare prima clasă cu predare bilingvă româno-engleză având profil umanist, iar în 1999 apare prima clasă bilingvă româno-engleză cu specializarea matematică-informatică. Tot în 1999, se înființează primele clase de gimnaziu.
Anul 2000 marchează o nouă schimbare a titulaturii școlii, aceasta devenind Colegiul Național „Petru Rareș”, denumire sub care funcționează și în prezent. Noul nume al unității de învățământ intră în vigoare prin Ordinul nr. 4565 din 19 octombrie 2000 al Ministerului Educației Naționale și reprezintă o recunoaștere a calității procesului instructiv-educativ și a rezultatelor obținute la faza națională a diverselor olimpiade. În 2001 ia ființă prima clasă cu predare bilingvă româno-germană și având specializarea matematică-informatică.
În iulie 2009 Colegiul Național „Petru Rareș”, cu sprijinul lui Ica Manas Zloczower (profesor la Case Western Reserve University din Cleveland, Ohio, SUA), instituie bursa „Premiul Profesor Frieda Vigder” care se acordă la sfârșitul fiecărui an școlar unui absolvent al colegiului pentru rezultate foarte bune la învățătură și care provine dintr-o familie cu mijloace financiare modeste.
La nivelul anului 2011, liceul dispune de 41 de clase care însumează 1.121 de elevi. Pe lângă limba română, se mai predau limbile: franceză, engleză, germană și spaniolă. În 2016 aici își desfășoară activitatea 76 de profesori, 12 angajați ca personal didactic auxiliar, 19 membri personal nedidactic și 1.234 de elevi.
La data de 8 octombrie 2024 instituția suceveană este decorată de către Președintele României cu Ordinul Meritul pentru Învățământ în grad de Ofițer, în cadrul unei ceremonii găzduite la Palatul Cotroceni. În total, au fost decorate 101 unități școlare cu rezultate deosebite, de pe întreg cuprinsul țării, Colegiul „Petru Rareș” reprezentând singura unitate de învățământ din județul Suceava ce figurează pe lista laureaților. Cu acest prilej, directoarea Daniela Dungeanu a declarat: „Ordinul Meritul pentru Învățământ pe care îl primește astăzi Colegiul Național «Petru Rareș» este o recunoaștere și răsplată a muncii comune a elevilor, profesorilor și tuturor celor ce muncesc în acest colegiu. Este, totodată, și o recunoaștere a valorii învățământului sucevean. Ne bucură faptul că această decorație o primim în luna în care CNPR sărbătorește 120 de ani de existență.”

## Dotări
Colegiul Național „Petru Rareș” funcționează într-o clădire finalizată în anul 1962. Clădirea, construită în forma literei „U”, are parter și două etaje și se află pe strada Mihai Viteazul, în zona centrală a municipiului Suceava, la limita cu cartierul Areni. Unitatea de învățământ dispune de un cămin mixt cu 190 de locuri pentru găzduirea elevilor și de o cantină cu 100 de locuri.
Liceul este dotat cu 21 de săli de clasă, o sală de festivități, laboratoare de informatică, chimie, fizică, biologie și cabinete de limbile română, engleză, franceză, germană, respectiv spaniolă. De asemenea, există o bibliotecă cu 35.000 de volume, sală de lectură, două cabinete medicale și facilități pentru practicarea sportului, precum sală și teren de sport. În toamna lui 2024 este finalizată construcția unei clădiri cu 10 noi săli de curs și laboratoare în care se mută clasele de gimnaziu din cadrul unității, în total 150 de elevi.

## Monumente
În curtea din fața Colegiului Național „Petru Rareș”, la strada Mihai Viteazul, este amplasată statuia „Avânt”, monument din bronz realizat de către sculptorii Ernest Kaznovsky și Elena Marinescu-Kaznovsky și dezvelit în anul 1967. Statuia înfățișează o tânără femeie, sprijinită pe gamba piciorului drept, celălalt picior fiind întins în continuarea corpului ei, pe o direcție oblică. Brațele femeii sunt împreunate peste cap la spate. Monumentul este o reprezentare alegorică în stil modern a aspirației spre desăvârșire. Are 1,90 metri înălțime, 2,50 metri lungime și 0,55 metri lățime. Statuia se află pe un soclu de beton placat cu piatră, cu înălțimea de 1,17 metri, lungimea de 3,54 metri și lățimea de 0,75 metri.
Pe fațada principală a clădirii liceului, în partea stângă, se află un mozaic parietal, dezvelit în anul 1966 și realizat de artistul C. Demetrescu. Lucrarea are o suprafață de 10x4 metri, fiind realizată din marmură și ceramică.
În interiorul clădirii, la etajul întâi, se află bustul domnitorului Petru Rareș, cel care dă numele colegiului. Monumentul reprezintă de fapt o replică în bronz a bustului realizat de sculptorul Gheorghe Covalschi și amplasat în anul 1977 la intrarea în parcul central al orașului (astăzi Parcul Profesor Ioan Nemeș). Bustul are 1,80 metri înălțime și este realizat din bronz.

## Imagini

Colegiul Național „Petru Rareș”
Statuia „Avânt” din curtea Colegiului Național „Petru Rareș”
Statuia „Avânt” din curtea Colegiului Național „Petru Rareș”
Mozaicul parietal de pe fațada Colegiului Național „Petru Rareș”